# Чеслав Немен
Чеслав Немен (іноді Нємен), повне ім'я Чеслав Юліуш Немен-Виджицький, (пол. Czesław Juliusz Niemen-Wydrzycki; 16 лютого 1939, Старі Василішки біля Ліди — 17 січня 2004, Варшава) — польський співак, композитор, автор текстів пісень.

## Біографія
Чеслав Юліуш Виджицький народився 16 лютого 1939 року в селі Старі Василішки біля міста Ліда на Гродненщині, яка тоді входила до складу Польської республіки. Батько — Антоній Виджицький (1896—1960) був налаштовувачем фортепіано, годинникарем. 
Співати розпочав ще в шкільному та костельному хорах.
У 1958 році родина Виджицьких була переселена з БРСР до Польщі. Чеслав опинився у Гданську, де розпочав навчання в музичній школі. Вчився грати на фаготі. Виступав у студентських клубах, кабаре, клубі «Жак» у Гданську. Іспанською і польською мовами виконував латиноамериканські пісні, акомпануючи собі на гітарі.
У 1962 році розпочав виступи разом з гуртом пол. Niebiesko-Czarni. Записав з цим колективом міні-альбом, який вийшов 10 жовтня 1962 року. 1965 року гурт брав участь у фестивалі в Сопоті, грав концерти у Франції, Угорщині. Того ж року після гастролей у Югославії Немен закінчив співпрацю з колективом.
Наприкінці 1963 року почав використовувати творчий псевдонім «Немен», який походить від назви річки Німан (пол. Niemen), яка тече поблизу його рідного села. Цей псевдонім був привабливий в маркетинговому плані, оскільки іноземцям його було легше вимовити. Згодом Чеслав офіційно змінив своє прізвище на Немен-Виджицький.
У 1967 році записав альбом «Дивний цей світ» (пол. Dziwny jest ten świat). Однойменна пісня з альбому стала гімном польської молоді кінця 1960-х.
У 1997 році взяв участь у записі синглу гурту Hey «Моя і твоя надія» з іншими відомими польськими виконавцями.
Багато років співак боровся з раковим захворюванням лімфатичної системи. В онкологічній клініці у Варшаві Немен захворів на запалення легенів і 17 січня 2004 року помер. 30 січня 2004 року відбувся масштабний похорон Чеслава Немена, під час якого, щоб віддати шану співакові, багато польських радіостанцій транслювали пісню «Дивний цей світ».
В Україні музикою Чеслава Нємена надихались Грицько Чубай, Тарас Чубай, Олег Лишега, Андрій Кузьменко.

### Особисте життя
1958 року одружився з Марією Клаузуник, у 1960 році вона народила доньку Марію. Розлучився з цією дружиною 1971 року. 1975 року одружився з польською моделлю Малгожатою Кшевінською. У них було дві доньки: Наталія (нар. 1976) і Елеонора (нар. 1977).

## Дискографія

### Студійні альбоми
- 1967 − Dziwny jest ten świat (LP, pierwsza złota płyta w Polsce)
- 1968 − Sukces (LP)
- 1969 − Czy mnie jeszcze pamiętasz? (LP)
- 1970 − Enigmatic (LP)
- 1971 − Niemen (2 LP, так званий «Czerwony Album»)
- 1971 − Muzyka teatralna i telewizyjna
- 1972 − Strange Is This World (LP, вид. RFN)
- 1973 − Ode to Venus (LP, wyd. RFN)
- 1973 − Niemen Vol. 1 i Niemen Vol. 2 (2 LP, так зв. «Marionetki»)
- 1973 − Russische Lieder (LP, вид. RFN)
- 1974 − Mourner's Rhapsody (LP, вид. RFN, Велика Британія, США)
- 1975 − Niemen Aerolit (LP)
- 1976 − Katharsis (LP, переважно електронна музика)
- 1978 − Idée fixe (2 LP + SP)
- 1980 − Postscriptum (LP)
- 1982 − Przeprowadzka (MC)
- 1987 − Samarpan (LP)
- 1989 − Terra Deflorata (LP)
- 1991 − Terra Deflorata (розширена версія) (CD)
- 1993 − Mourner's Rhapsody (wersja poprawiona i uzupełniona) (CD, вид. США)
- 2001 − spodchmurykapelusza (CD)

### Концертні альбоми
- 2007 − 41 Potencjometrów Pana Jana
- 2007 − Srebrne dzwony
- 2009 − Kattorna JJ72 / Pamflet na ludzkość JJ75 (2 CD)

### Міні-альбоми
- 1964 − Locomotion
- 1964 − Les Noir et Bleu — Les Idoles de Pologne
- 1964 − Czas jak rzeka
- 1964 − Hippy, Hippy Shake
- 1964 − Jeszcze sen
- 1966 − A Varsovie
- 1966 − Sen o Warszawie
- 1967 − Dziwny jest ten świat
- 1978 − Sen srebrny Salomei
- 1997 − Cegiełka na rzecz ofiar powodzi — Moja i twoja nadzieja

### Сингли
- 1962 − Adieu Tristesse / El soldado de levita
- 1963 − Na swojską nutę
- 1963 − W rytmie Madisona
- 1968 − Obok nas / Baw się w ciuciubabkę
- 1969 − Io senza lei / Arcobaleno
- 1969 − Una luce mai accesa / 24 ore spese bene con amore
- 1969 − Re di cuori
- 1970 − Oggi forse no / Domani
- 1972 − Romanca Cherubina / Mazurek
- 1972 − Strange is This World / We've Got The Sun
- 1975 − Mleczna droga / Dorożką na Księżyc
- 1979 − Nim przyjdzie wiosna / Pokój
- 1982 − Witaj przygodo zielona / Przeprowadzka
- 1986 − High Horse / Pod Papugami
- 2002 − Jagody szaleju

### Збірки
- 1978 − Złote przeboje (MC)
- 1979 − The Best of Niemen (LP)
- 1991 − Gwiazdy mocnego uderzenia: Czesław Niemen (LP)
- 1995 − Sen o Warszawie (CD, авторизований автором)
- 2000 − Czas jak rzeka (CD)
- 2002 − Od początku I (6 CD)
- 2003 − Od początku II (6 CD)
- 2008 − Spiżowy krzyk
- 2009 − Nasz Niemen (2CD записані на основі голосування фанів)